# Peperomia wedelii
Peperomia wedelii är en pepparväxtart som beskrevs av Truman George Yuncker. Peperomia wedelii ingår i släktet peperomior, och familjen pepparväxter. Inga underarter finns listade i Catalogue of Life.